# سبط يوسف
وفقًا للكتاب المقدس العبري، سبط يوسف هو أحد أسباط بني إسرائيل الاثني عشر. نظرًا لأن سبطي أفرايم ومنسى (ويُطلق عليهم غالبًا "نصفي سبطي يوسف") يشكلون معًا تقليديًا "سبط يوسف"، فغالبًا لا يتم إدراج سبط يوسف كأحد الأسباط، ويُدرج سبطي أفرايم ومنسى بدلًا منه؛ لذا كان يُطلق عليها في كثير من الأحيان اسم "بيت يوسف"، لتجنب استخدام مصطلح "سبط". رغم أن أفرايم ومنسى كانا ابني يوسف، إلا أنهما كانا يعتبران رئيسين لاثنين من أسباط بني إسرائيل الاثني عشر لأن يعقوب أبو يوسف (الذي سمّاه الإله لاحقًا باسم "إسرائيل")، جعل أفرايم ومنسى كأبنائه في المنزلة.(التكوين 48: 5)
وفقًا لترجوم يوناثان المزيف [الإنجليزية]، كانت راية سبطي بيت يوسف (أفرايم ومنسى) وسبط بنيامين من حرير بثلاثة ألوان، لتتوافق مع الأحجار الكريمة في الصدرة الكهنوتية، ليشم وشوفو وأحلامه (العنبر والعقيق والجمشت)؛ وعليها يُكتب أسماء الأسباط الثلاثة أفرايم ومنسى وبنيامين، مع صورة شاب مكتوب عليها: «وكانت سحابة الرب عليهم نهارا في ارتحالهم من المحلة».(العدد 10: 34) وكانت هناك اختلافات واضحة في لهجة أحد سبطي يوسف على الأقل ولهجة الأسباط الإسرائيلية الأخرى. بدا ذلك حين كان سبط أفرايم في حالة حرب مع بني إسرائيل في جلعاد بقيادة يفتاح الجلعادي، حيث كان نطق كلمة "شبولث" على أنها "سيبولت" يُعد دليلاً كافيًا لتمييز أفراد سبط أفرايم، وقتلهم على الفور على يد بني إسرائيل في جلعاد.
في أوجها، امتدت أراضي سبط يوسف حول نهر الأردن، وكان الجزء الشرقي منفصلًا تمامًا تقريبًا عن الجزء الغربي، ولا يتلامسا إلا عند منطقة صغيرة - عند شمال شرق الجزء الغربي وجنوب غرب الجزء الشرقي. وكان الجزء الغربي لأرض السبط في وسط أرض كنعان، غربي الأردن، بين أرض سبط يساكر في الشمال، وسبط بنيامين في الجنوب؛ وهي المنطقة التي سُميت فيما بعد السامرة (تمييزًا لها عن يهودا أو الجليل). أما الجزء الشرقي من أرض سبط يوسف فكان في أقصى شمال شرق الأردن، ويحتل الأرض الواقعة شمال أرض سبط جاد، وتمتد من محنايم جنوبًا إلى جبل حرمون شمالًا، وتضم داخلها سهل باشان بأكملها. كانت تلك الأراضي غنية بالمياه، ولم تكن الأجزاء الجبلية توفر الحماية فحسب، بل كانت شديدة الخصوبة أيضًا.(التكوين 49: 22) شملت تلك المنطقة أيضًا مراكز الديانة الإسرائيلية المبكرة - شكيم وشيلوه. لذا، كانت أراضي سبط يوسف واحدة من أكثر الأجزاء قيمة في البلاد، وأصبح بيت يوسف المجموعة الأكثر هيمنة في مملكة إسرائيل الموحدة.

## الأصول
وفقًا للعهد القديم، يتألف السبط من نسل يوسف بن يعقوب من زوجته راحيل(التكوين 30) ومع ذلك، فإن بعض علماء النقد الكتابي يعتقدون أن الاسم أُلصق بهذه المجموعة لاحقًا، لتبرير انتسابهم إلى الاتحاد الإسرائيلي. يرى عدد من العلماء الكتابيين وعلماء الآثار (أبرزهم ويليام ديفر) أن بني يوسف مثّلوا هجرة ثانية للإسرائيليين إلى أرض إسرائيل، بعد فترة من هجرة القبائل الرئيسية؛ وأن بني يوسف فقط هي التي من استُعبدوا في مصر ثم عادوا، في حين أن الأسباط الرئيسية ظهرت ببساطة كفئة فرعية من الكنعانيين وبقوا في أرض كنعان طوال الوقت. وفقًا لعلماء النقد النصي، فإن القصة في المصدر اليهوي تناولت فقط هجرة بني يوسف، والتقاء يعقوب براحيل فقط، ولا يشير إلى أمهات الأسباط الأخرى — ليئة وبلهة وزلفة.
وفقًا لرواية سفر يشوع الذي يروي وصول بني إسرائيل وغزوهم لأرض كنعان من مصر، كان القائد يشوع الذي كان من سبط أفرايم.

## المصير
كجزء من مملكة إسرائيل الشمالية، تعرضت أرض بني يوسف لغزو الإمبراطورية الآشورية الحديثة، والنفي، لذا ضاع تاريخهم.
على الرغم من فقدان تاريخ سبطي منسى وأفرايم، إلا أن العديد من المجموعات المعاصرة تدعي أنها تنحدر منهما، بمستويات متفاوتة من الدعم الأكاديمي والحاخامي. تُطلق قبيلة يوسفزي (تُترجم حرفيًا إلى "أبناء يوسف") وهي أحد قبائل البشتون في أفغانستان والهند وباكستان، على نفسها اسم "بنو إسرائيل"، ولديهم رواية خاصة طويلة تربطهم بمملكة إسرائيل المنفية، ويدعي العديد من اليهود الفرس أنهم من سبط أفرايم. كما يدعي السامريون أن بعض أتباعهم ينحدرون من هذين السبطين، من أحفادهم دانفي، وتصدقة، ومفرج، وسراوي.
في شمال شرق الهند، يدعي يهود الميزو أنهم ينحدرون من سبط منسى ويطلقون على أنفسهم اسم بني مناشي [الإنجليزية]؛ في سنة 2005م، أعلن شلومو عمار كبير حاخامات إسرائيل السفارديم، أنه يعتبر هذا الادعاء صحيحًا، مما يسمح لهم بموجب قانون العودة بالهجرة إلى إسرائيل طالما سيتحولون رسميًا إلى اليهودية الأرثوذكسية في إسرائيل. هناك رواية مماثلة لدى يهود التيلجو في جنوب الهند، الذين يدعون أنهم ينحدرون من سبط أفرايم ويطلقون على أنفسهم اسم بني أفرايم [الإنجليزية].
تعتبر ادعاءات العديد من الجماعات المسيحية الغربية والجماعات ذات الصلة أقل معقولية من قبل السلطات الأكاديمية واليهودية. يُعرّف بعض أتباع اليهودية المسيانية أيضًا بأنهم من بني يوسف على أساس أنهم، بغض النظر عن أي صلة وراثية قد تكون أو لا تكون موجودة، يتّبعون التوراة ويفسرون أجزاء من الكتاب المقدس بطرق معينة. كما تزعم كنيسة يسوع المسيح لقديسي الأيام الأخيرة أن جانبًا كبيرًا من أعضائها ينحدرون من سبط أفرايم، وأنهم سيلعبون هم وسبط يهوذا أدوارًا قيادية مهمة في الأيام الأخيرة.